# Chatsworth, Georgia
Chatsworth är administrativ huvudort i Murray County i Georgia. Vid 2010 års folkräkning hade Chatsworth 4 299 invånare.